# María del Carmen Peña
María del Carmen Peña (Culiacán, 28 de julho de 1960) é uma atriz e roteirista mexicana.

## Telenovelas

### Historias originais
- El color de la pasión (2014) (com Cuauhtémoc Blanco)[1]
- Mi pecado (2009) (com Cuauhtémoc Blanco e Víctor Manuel Medina)[2]
- Ángela (1998) (com Cuauhtémoc Blanco)
- Capricho (1993) (com Cuauhtémoc Blanco)
- Cadenas de amargura (1991) (con Cuauhtémoc Blanco)

### Adaptações
- El manantial (2001/2002) (Original de Cuauhtémoc Blanco e Víctor Manuel Medina)
- Laberintos de pasión (1999) (com Cuauhtémoc Blanco) - Original de Caridad Bravo Adams (versão de Estafa de amor)
- Cañaveral de pasiones (1996) (com Cuauhtémoc Blanco e José Antonio Olvera) - Original de Caridad Bravo Adams
- Primera parte de La dueña (1995) (com Carlos Daniel González e Alejandro Orive) Original de Inés Rodena (version de Doménica Montero)

### Novas versões de suas historias
- Corazón que miente (2016). Versión de Laberintos de pasión adaptada por Carlos Daniel González, José Antonio Abascal, Dante Hernández e María Zarattini.
- La sombra del pasado (2014) (Remake de El manantial) - Adaptada por Carlos Daniel González, José Antonio Abascal e Dante Hernández.
- Abismo de pasión (2012) (remake de Cañaveral de pasiones) adaptada por Juan Carlos Alcalá, Fermín Zúñiga e Rosa Salazar.
- Soy tu dueña (2010) (remake de La dueña) adaptada por Kary Fajer, Alejandro Pohlenz, Alejandro Orive, Gerardo Luna.
- En nombre del amor (2008) (remake de Cadenas de amargura) reescrita por Martha Carrillo e Cristina García.

### Edição literária
- Segunda parte de La dueña (1995) Original de Inés Rodena.

## Premios

### Premios TVyNovelas
| Ano  | Categoria                    | Telenovela            | Resultado |
| ---- | ---------------------------- | --------------------- | --------- |
| 2015 | Melhor historia ou adaptação | El color de la pasión | Nomeada   |
| 2010 | Melhor historia ou adaptação | Mi pecado             | Ganhadora |
| 2000 | Melhor historia ou adaptação | Laberintos de pasión  | Ganhadora |
| 1997 | Melhor historia ou adaptação | Cañaveral de pasiones | Ganhadora |

### Prêmios Bravo 2002
| Categoria    | Telenovela   | Resultado |
| ------------ | ------------ | --------- |
| Melhor Guión | El manantial | Ganhadora |